# Alle man
Alle man (all hands, all hands on deck) är en nautisk term som syftar på hela besättningen på ett fartyg. "Alle man på däck" beordras i regel i kritiska situationer och då det gäller att rädda fartyget och besättningen. Under segeltiden var det vanligt att "alle man" kallades på däck då segel skulle revas eller bärgas i påkommande hårt väder, vilket innebär att även de delar av besättningen som annars skulle äta eller vila vid denna tidpunkt sattes i arbete.
På örlogsfartyg beordras "divisioner med alle man" när hela besättningen, utom nödvändiga poster, skall ställa upp avdelningsvis.